# Atelier de Claude et François Stahly
L'Atelier de Claude et François Stahly du Crestet est une habitation et un atelier d'artiste bâti en 1966.

## Histoire
Bâtiments voulu par François Stahly et son épouse, Claude, ils comprennent à la fois leur lieu de résidence, leur atelier et leur salle d'exposition. 
L'atelier fait l’objet d’une inscription au titre des monuments historiques par l'arrêté du 8 juin 1988. Un nouvel arrêté d'inscription du 8 juillet 2022 se substitue au précédent et couvre la totalité du site ; les parties bâties sont classées par l'arrêté du 16 novembre 2022.

## Construction
Conçu par Bruno Stahly, architecte, et fils des premiers propriétaire, le bâtiment est centré autour de deux patios. Sa structure est en beton armé. 